# Andreas Neuendorf
Andreas Rainer Neuendorf (Berlino, 9 febbraio 1975) è un allenatore di calcio ed ex calciatore tedesco, di ruolo centrocampista.

## Palmarès

### Giocatore

#### Competizioni nazionali
- Coppa di Lega tedesca: 2

Hertha Berlino: 2001, 2002